# Wakool (LGA)
Shire of Wakool is een Local Government Area (LGA) in Australië in de staat New South Wales. Shire of Wakool telt 4427 inwoners. De hoofdplaats is Moulamein.

## Plaatsen
Shire of Wakool omvat onder andere de volgende plaatsen:
- Barham
- Koraleigh
- Moulamein
- Tooleybuc
- Wakool